# Justo Gil Pardo
Justo Gil Pardo (* 18. Oktober 1910 in Luquin (Navarra); † 28. November 1936 in Paracuellos de Jarama) war ein spanischer Oblate der Makellosen Jungfrau Maria aus Navarra.

## Leben
Nachdem er in den Oblatenorden eingetreten war, und seine Studien abgeschlossen hatte, wurde er am 6. Juni 1936 in Madrid zum Diakon geweiht. Das Kloster in Pozuelo wurde am 22. Juli 1936 im Zuge des Spanischen Bürgerkriegs von bewaffneten Milizen besetzt, die Oblaten dort unter Arrest gestellt. Justo Gil Pardo kam bereits wenige Tage später wieder frei – aber nur, um nach wenigen Monaten wieder inhaftiert zu werden. Zusammen mit zwölf seiner Mitbrüder wurde er am 28. November 1936 hingerichtet.
Die Seligsprechung der 22 spanischen Märtyrer der Oblaten, darunter auch Justo Gil Pardo, erfolgte am 17. Dezember 2011 in der Kathedrale von Madrid.